# Shingeki no Kyojin (filme)
Shingeki no Kyojin (進撃の巨人) é um filme de fantasia japonês, realizado por Shinji Higuchi e baseado na série de mangá homónima de Hajime Isayama. O filme é estruturado em duas partes. A primeira parte foi lançada a 1 de agosto e a segunda parte intitulada Shingeki no Kyojin: End of the World (進撃の巨人: エンド オブ ザ ワールド) foi exibida a 19 de setembro de 2015 no Japão.

## Elenco
- Haruma Miura como Eren Jaeger[7]
- Hiroki Hasegawa como Shikishima
- Kiko Mizuhara como Mikasa Ackerman
- Kanata Hongō como Armin Arlert
- Takahiro Miura como Jean Kirstein
- Nanami Sakuraba como Sasha Blouse
- Satoru Matsuo como Sannagi
- Shu Watanabe como Fukushi
- Ayame Misaki como Hiana
- Rina Takeda como Lil
- Satomi Ishihara como Zoë Hange
- Pierre Taki como Souda
- Jun Kunimura como Kubal[8][9]

## Produção
O filme foi anunciado em outubro de 2011, com uma data de lançamento prevista para 2013 e em dezembro do mesmo ano, foi anunciado que o filme será uma versão cinematográfica em live-action e que Tetsuya Nakashima seria o realizador. Em dezembro de 2012, foi noticiado que Tetsuya Nakashima havia deixado a produção por causa das diferenças criativas. Em dezembro de 2013, foi anunciado que Shinji Higuchi será o novo realizador Yûsuke Watanabe o argumentista. As filmagens iniciaram-se em 2014, com a data do filme revelada para 2015. Um comercial de carro que caracterizou os Titãs, dirigido por Higuchi, foi transmitido em janeiro de 2014 na Nippon TV, alcançando mais de cinco milhões de visualizações no YouTube, em quatro dias. Haruma Miura foi escalado para o filme em abril e em julho foi anunciado que a franquia cinematográfica terá dois filmes. As primeiras imagens dos atores foram reveladas em novembro.
O teaser foi lançado em março de 2015 e o trailer foi lançado em abril. Outro trailer do filme foi lançado em junho, onde revelou que o filme será lançado em formado IMAX, no Japão.
O tema musical do filme é "Anti-Hero" e "SOS", respectivamente, ambos interpretados pelo grupo Sekai no Owari.

## Lançamento
O primeiro filme foi lançado no Japão a 1 de agosto de 2015. Foi licenciado na América pela Funimation e exibido nos Estados Unidos a 14 de julho de 2015 no Egyptian Theatre em Los Angeles, Califórnia. Na Austrália e Nova Zelândia, o filme foi lançado a 27 de agosto de 2015 pela Madman Entertainment.

## Sequência
A sequência intitulada Shingeki no Kyojin: End of the World (進撃の巨人: エンド オブ ザ ワールド) foi lançada no Japão a 19 de setembro de 2015.  Na Austrália e Nova Zelândia foi lançado a 7 de outubro de 2015. Nos Estados Unidos foi exibido a 20 de outubro de 2015.